# Vuibroye
Vuibroye est une localité et une ancienne commune suisse du canton de Vaud, située dans le district de Lavaux-Oron.

## Toponymie
Le nom patois de Vuibroye est Vebroûye.

## Population et société

### Surnom
Les habitants de la commune sont surnommés les Truies, ou plus longuement Vinte-catro su 'na Troûye (vingt-quatre sur une truie, en patois vaudois). On les surnomme également lè Tsatrâ-Troûye (les Châtre-Truie).

## Histoire
La commune a fusionné, le 1er janvier 2012, avec celles de Bussigny-sur-Oron, Châtillens, Chesalles-sur-Oron, Écoteaux, Les Tavernes, Les Thioleyres, Oron-le-Châtel, Oron-la-Ville et Palézieux pour former la nouvelle commune d'Oron.